# 知りたくないの
「知りたくないの」（しりたくないの、I Really Don't Want to Know）は、ドン・ロバートソンが作曲し、ハワード・バーンズ (Howard Barnes) が作詞した、ポピュラー音楽の楽曲。1953年に発表された。
日本語では、かつては「たそがれのワルツ」としても知られ、英語原題を音写した「アイ・リアリー・ドント・ウォント・トゥ・ノウ」が曲名とされることもある。

## おもなバージョン
最も広く知られるバージョンは、レス・ポール&メリー・フォードが1953年に録音したもので、1954年の年間トップ100入りを果たした。アンディ・ウィリアムスは、1963年のアルバム『Days of Wine and Roses and Other TV Requests』でこの曲を取り上げた。ほかにも、エルヴィス・プレスリー（1970年）や、エディ・アーノルドらによる録音がある。ジョニー・ロドリゲスのバージョンにはスペイン語の歌詞が盛り込まれている。トミー・エドワーズのバージョンは、1960年にポップ・チャートのトップ20入りを果たした。ロニー・ドーヴのバージョンは、1966年にダイヤモンド・レコード #208 としてリリースされた。
ジェイソン&ザ・スコーチャーズは、1985年のアルバム『Lost and Found』に、オルタナティヴ・カントリーのバージョンを収録した。
ジョン・トラボルタは、2004年の映画『ママの遺したラヴソング』の中で、この曲を歌っている。
アン・マレーによる、1950年代の楽曲をカバーしたアルバム『Croonin'』にも、この曲は収録されている。
ジェリー・リー・ルイスは、2010年のヒット・アルバム『Mean Old Man』に、この曲を収録した。

### デンマーク語による歌唱
クヌート・ファイファーは、この曲にデンマーク語の歌詞を付けた。デンマーク語の曲名は「Jeg ønsker ikke dit svar」（「答えはいらない」の意）という。このバージョンは、ラケル・ラステニが、ハリー・フェルバート (Harry Felbert) のセクステットとコーラスとともに、1954年にコペンハーゲンで吹き込みを行なった。レコードは His Master's Voice X 8219 としてリリースされた。

### 日本語による歌唱
日本では、まずエディ・アーノルドのバージョンが『たそがれのワルツ』という曲名でヒットしたが、1964年になかにし礼が『知りたくないの』という曲名で日本語詞をつけ、菅原洋一が歌って1965年に発表されたバージョンが、1967年になってからヒット曲となった。菅原盤は1965年10月に「恋心」のB面として発売されたが、1967年にジャケットを入れ替えて再発、有線放送をきっかけに同年春から夏にかけて大ヒットし、80万枚を超える売上を記録した。なかにし礼にとっては、作詞家としての最初の成功作となった。
なかにし訳詞版『知りたくないの』のカバー
1. 黛ジュン - 1967年2月15日発売の1stアルバム『恋のハレルヤ』にて。
2. 舟木一夫 - 1968年4月発売のシングル『知りたくないの/恋心』にて。
3. 南野陽子 - 2015年1月21日発売のコンピレーションアルバム『なかにし礼と12人の女優たち』にて。
4. 鈴木京香 - テレビドラマ『浅田次郎ドラマスペシャル 琥珀』（2017年9月15日、テレビ東京）にて、鈴木演ずる平井幸子が劇中で歌った。

### 中国語による歌唱
中国語の官話によるカバーは、「過去的春夢」の曲名で李瑞成 (Li Rui Cheng) が歌詞を書いたもので、男性女性を問わず多数の歌手たちが録音しており、香港では1956年に柔雲 (Rou Yun)、1973年に詹小屏 (Judi Jim)、台湾では1969年に紫薇 (Zi Wei)、1976年に包娜娜 (Bao Na-Na)、1978年には鳳飛飛と姚蘇蓉がそれぞれ別々に、さらに、龍飄飄や、尤雅の2002年の吹き込みなどがあり、シンガポールのリング・ソー（凌霄、Ling Seow）もこの曲をカバーしている。

## チャート

### エルヴィス・プレスリー
| チャート（1971年）                                  | 最高位 |
| --------------------------------------------------- | ------ |
| U.S. Billboard Hot 100                              | 21     |
| U.S. Billboard ホット・カントリー・シングル         | 23     |
| U.S. Billboard アダルト・コンテンポラリー・シングル | 2      |
| カナダ RPM トップ・シングル                         | 9      |
| カナダ RPM アダルト・コンテンポラリー・シングル     | 7      |